# 국립극장 (일본)

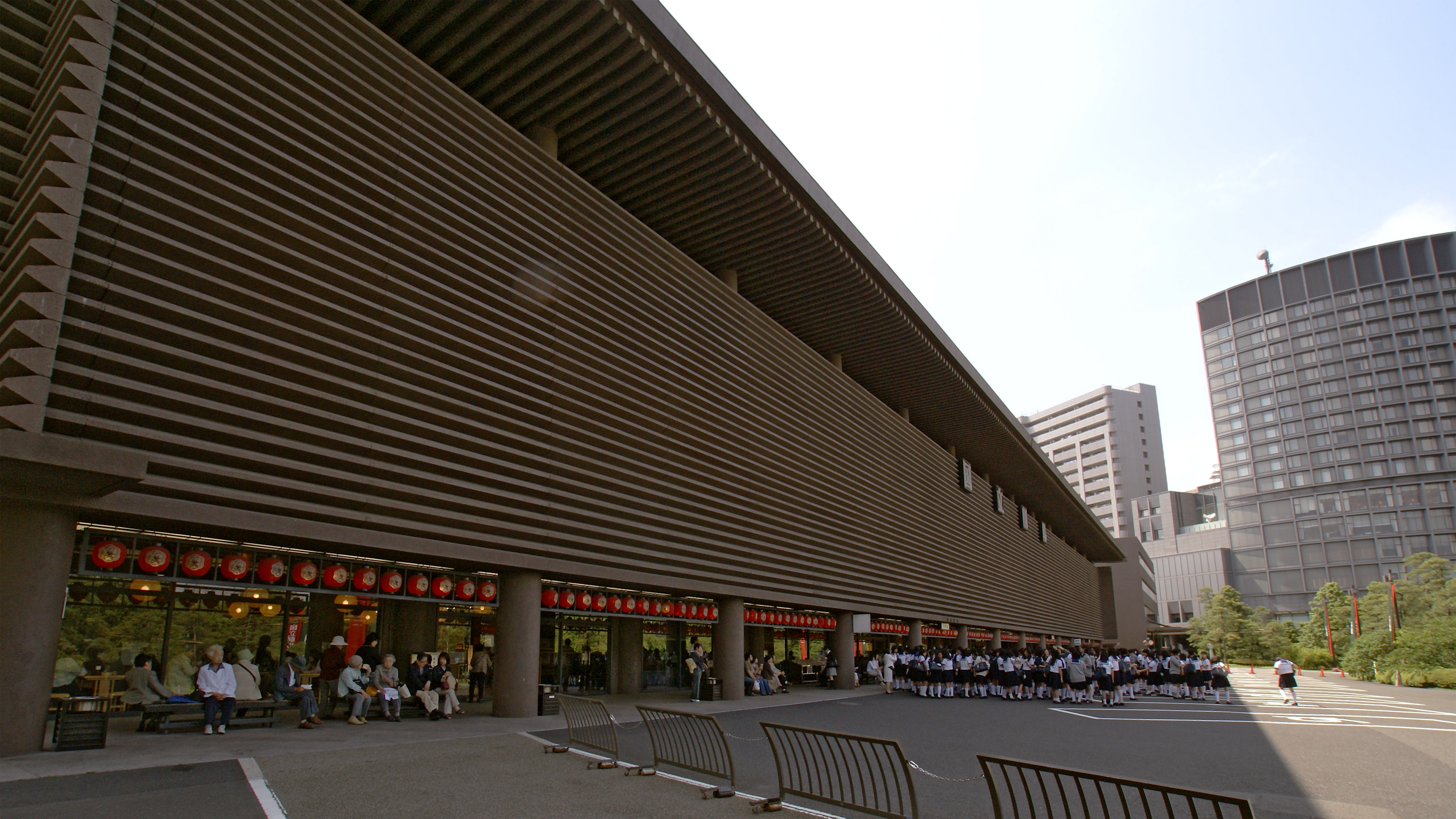
국립극장

국립극장(일본어: 国立劇場 고쿠리쓰게키죠[*])은 도쿄도 지요다구 하야부사 정에 위치한 극장이다. 독립 행정 법인 일본 예술 문화 진흥회가 운영한다. 일본 연극을 상연하는 것 외에도 연극 연구도 한다.